# (1858) Lobachevskij
(1858) Lobachevskij est un astéroïde de la ceinture principale découvert le 18 août 1972 par l'astronome Lioudmila Jouravliova.

## Historique
L'astéroïde a été découvert par l'astronome Lioudmila Jouravliova à Nauchnyj le 18 août 1972. Sa désignation provisoire était 1972 QL.